# Radwimps
Radwimps (jap. ラッドウインプス Raddo'uinpusu; stylizowane na RADWIMPS) – japoński zespół rockowy, który zadebiutował niezależnie w 2003 roku, a później pod dużą wytwórnią Toshiba EMI w 2005 roku. Nazwa Radwimps powstała z dwóch słów w slangu angielskim – „rad” i „wimp”. Według członków zespołu, powstałe słowo miało kilka znaczeń, w tym „doskonały słabeusz” i „super tchórz”.
Radwimps osiągnęli sukces komercyjny w 2006 roku dzięki albumowi Radwimps 4 ~Okazu no gohan~, a także są znani z późniejszych singli „Order Made” (2008) i „DADA” (2011), które osiągnęły pierwsze miejsce na liście singli Oriconu.

## Historia
Zespół został utworzony w 2001 roku w Kanagawie w Japonii, w pierwszej klasie liceum. Pięciu pierwotnych członków było przyjaciółmi od czasów gimnazjum. Główny wokalista Yōjirō Noda zainteresował się muzyką po usłyszeniu Oasis w gimnazjum, kiedy próbował zapamiętać akordy gitarowe i śpiewać piosenki tego zespołu. Został poproszony przez przyjaciela o zostanie wokalistą, a początkowo działalność grupy była równoważona z koszykówką.
Jego działalność rozpoczęła się w Jokohamie – zespół dał swój pierwszy koncert w BB Street w Kannai (Jokohama) 5 lutego 2002 roku. W owym czasie gitarzysta Akira Kuwahara zrezygnował z nauki w liceum, aby skupić się na muzyce. We wrześniu i sierpniu 2002 roku wzięli udział w Yokohama High School Music Festival i ostatecznie zdobyli nagrodę główną w konkursie dzięki piosence „Moshi mo” (jap. もしも). Piosenka ta została wydana jako debiutancki singel grupy w maju 2003 roku, z wytłoczonymi 10 tys. kopii i sprzedawanymi po 100 jenów. Po wydaniu tego singla koncertowali w okolicach Jokohamy, w tym m.in. jako jedyni artyści w Club 24West w Jokohamie. Radwimps wydali swój debiutancki album Radwimps w lipcu dzięki niezależnej wytwórni Newtraxx; płyta zawierała utwory napisane przez członków grupy w gimnazjum. W sierpniu, po występie gościnnym na Yokohama High School Music Festival, aktywność zespołu została wstrzymana, aby członkowie mogli skupić się na egzaminach szkolnych.
Radwimps powrócili z przerwy w marcu 2004 roku, jednakże członkowie Kei Asō, Yūsuke Saiki i Akio Shibafumi nie zdecydowali się wznowić działalności zespołu. Znajomi pozostałych członków grupy – perkusista Satoshi Yamaguchi i basista Yūsuke Takeda, zostali dodani do grupy bez przesłuchania. Takeda spotkał się po raz pierwszy z członkami zespołu w sierpniu 2003 roku jako uczestnik Yokohama High School Music Festival. Zespół natychmiast zaczął nagrywać piosenki, a do lipca wydał drugi singel „Kiseki” (jap. 祈跡) i odbył trzymiesięczną trasę po Japonii. Zaraz po zakończeniu trasy rozpoczęli pracę nad drugim albumem, Radwimps 2 ~Hatten tojō~, który został sfinalizowany pod koniec roku i wydany w marcu 2005 roku. Tuż po premierze płyty wyruszyli w pięciomiesięczną trasę Radwimps Haruna Tour (jap. RADWIMPS はるなっTOUR), a także występowali na prestiżowych letnich festiwalach muzycznych, takich jak Setstock, Rock in Japan i Summer Sonic. 25 maja ukazał się trzeci singel pt. „Hexun/Kanashi” (jap. へっくしゅん/愛し).
W listopadzie 2005 roku zespół zadebiutował pod większą wytwórnią – Toshiba EMI, z singlem „Nijūgo ko-me no senshokutai” (jap. 25コ目の染色体), a następnie w styczniu 2016 roku wydali singel „EDP ~Tonde hi ni iru natsu no kimi~” (jap. イーディーピー 〜飛んで火に入る夏の君〜) – oba znalazły się w Top 50 listy Oricon Singles Chart. Przechodząc pod dużą wytwórnię, Noda wyjaśnił, że zespół miał takie samo stanowisko jak będąc niezależnym dodając, że „myślenie, że jesteśmy ważniejsi w dużej wytwórni, byłoby błędem”. Trzeci album ogólnie i pierwszy pod nowa wytwórnią, Radwimps 3 ~Mujintō ni motte ikiwasureta ichimai~, ukazał się w marcu 2006 roku, i był przełomem w ich popularności, debiutując na 13. miejscu listy albumów Oricon. W albumie Radwimps 3 dostrzeżono zmianę stylu muzycznego grupy, dzięki czemu miał bardziej eksperymentalne brzmienie.
Pod koniec 2006 roku popularność zespołu wzrosła: czwarty album Radwimps 4 ~Okazu no gohan~, promowany przez single „Futarigoto” (jap. ふたりごと) i „Yūshinron” (jap. 有心論) (Top 20) oraz „Setsuna Rensa” (jap. セツナレンサ) (4.), zadebiutował na piątej pozycji i sprzedał się w liczbie ponad 100 tys. egzemplarzy. W tym czasie starsze wydawnictwa zespołu, takie jak Radwimps, Radwimps 2 i „Kiseki”, po raz pierwszy weszły na rankingi sprzedaży i utrzymywały się na nich przez długie okresy czasu, a Radwimps ostatecznie uzyskał złoty certyfikat RIAJ. W ciągu następnych trzech lat zarówno Radwimps, jak i Radwimps 2 utrzymywały się na liście albumów przez około 100 tygodni, a Radwimps 3 i Radwimps 4 nadal figurowały z początkiem 2011 roku.
W 2008 roku zespół wydał swój pierwszy singel numer jeden na listach Oriconu – „Order Made” (jap. オーダーメイド). Ich album Altocolony no teiri z 2009 roku sprzedał się w liczbie 213 tysięcy egzemplarzy w pierwszym tygodniu, debiutując na 2 miejscu listy Oriconu. W styczniu 2011 roku ukazał się drugi singel nr 1 – „DADA”.
W 2011 roku Radwimps wydali swój szósty album Zettai zetsumei, który zadebiutował na 2 miejscu listy Oricon, a następnie uzyskał certyfikat platyny. Po premierze płyty rozpoczęli trasę Zettai Enmei po całej Japonii koncertując od kwietnia do sierpnia 2011 roku. 11 marca 2012 roku wydali piosenkę „Hakujitsu” (jap. 白日) na YouTube, która upamiętniała rocznicę trzęsienia ziemi w Tōhoku w 2011 roku.
24 sierpnia 2016 roku Radwimps wydali album Kimi no na wa. (jap. 君の名は。) ze ścieżką dźwiękową do filmu anime o tym samym tytule.
19 kwietnia 2017 roku, podczas trwania trasy Human Bloom Tour, Radwimps wystąpili gościnnie w trasie zespołu Coldplay A Head Full of Dreams, w Tokyo Dome.
Pod koniec 2018 roku wydali album ANTI ANTI GENERATION, w którym gościnnie wystąpił Taka z One Ok Rock, piosenkarka Aimyon, Tabu z Soil&"Pimp"Sessions oraz raper Miyachi. Album uplasował się na pierwszym miejscu zarówno na listach Oricon, jak i Billboard Japan, zdobywając złotą płytę za sprzedaż 100 tys. kopii. Trasa Anti Anti Generation Tour 2019 trwała od czerwca do sierpnia w 10 miejscach w Japonii; zespół łącznie dał 17 koncertów, w tym swój pierwszy solowy na Zozo Marine Stadium. W 2019 roku skomponowali muzykę do filmu Shinkaia Tenki no ko, który ukazał się 19 lipca 2019 roku. Tego samego dnia ukazała się ścieżka dźwiękowa do filmu o tym samym tytule. Zdobył nagrodę Animation Album of the Yea podczas 34. Japan Gold Disc Award, przyznawaną najlepiej sprzedającemu się albumowi anime roku. Zdobył również nagrodę za najlepszą muzykę podczas 43. ceremoni Japońskiej Akademii Filmowej i najlepszą ścieżkę dźwiękową podczas 24. Space Shower Music Awards.
We wrześniu 2021 roku Akira Kuwahara ogłosił swoją przerwę w aktywności w zespole na czas nieokreślony po tym, jak tygodnik „Shūkan Bunshun” doniósł o jego pozamałżeńskim romansie z byłą modelką.

## Członkowie
Obecni
- Yōjirō Noda (jap. 野田洋次郎) – wokalista (od 2001), gitara rytmiczna (od 2005)
- Akira Kuwahara (jap. 桑原彰) – gitara prowadząca, wokal wspierający (od 2001; przerwa w aktywności od 2021)
- Yūsuke Takeda (jap. 武田祐介) – gitara basowa, wokal wspierający (od 2003)
- Satoshi Yamaguchi (jap. 山口智史) – perkusja, wokal wspierający (od 2003; przerwa w aktywności od 2015)

Byli
- Yūsuke Saiki (jap. 斉木祐介) – gitara rytmiczna (2001–2002)
- Kei Asō (jap. 朝生恵) – gitara basowa (2001–2002)
- Akio Shibafuji (jap. 芝藤昭夫) – perkusja (2001–2002)

## Dyskografia

### Albumy studyjne
- RADWIMPS (2003)
- RADWIMPS 2 ~Hatten tojō~ (2005)
- RADWIMPS 3 ~Mujintō ni motte ikiwasureta ichimai~ (2006)
- RADWIMPS 4 ~Okazu no gohan~ (2006)
- Altocolony no teiri (2009)
- Zettai zetsumei (2011)
- Batsu to maru to tsumi to (2013)
- Ningen kaika (2016)
- ANTI ANTI GENERATION (2018)
- FOREVER DAZE (2021)

### Ścieżki dźwiękowe
- Kimi no na wa. (2016)
- Tenki no ko (2019)

### Minialbumy
- Natsu no sei ep  (2020)

### Kompilacje
- 2+0+2+1+3+1+1= 10 years 10 songs (2021)

### Albumy koncertowe
- Human Bloom Tour 2017 (2017)

### Single
- „Moshi mo” (jap. もしも) (2003)
- „Kiseki” (jap. 祈跡) (2004)
- „Hexun/Kanashi” (jap. へっくしゅん/愛し) (2005)
- „25 ko-me no senshokutai” (jap. 25コ目の染色体 Nijūgo ko-me no senshokutai) (2005)
- „EDP ~Tonde hi ni iru natsu no kimi~” (jap. イーディーピー 〜飛んで火に入る夏の君〜) (2006)
- „Futarigoto” (jap. ふたりごと) (2006)
- „Yūshinron” (jap. 有心論) (2006)
- „Setsuna Rensa” (jap. セツナレンサ) (2006)
- „Order Made” (jap. オーダーメイド) (2008)
- „Keitaidenwa” (jap. 携帯電話) (2010)
- „Manifest” (jap. マニフェスト) (2010)
- „DADA” (2011)
- „Kyōshinshō” (jap. 狭心症) (2011)
- „Sprechchor” (jap. シュプレヒコール) (2012)
- „Dreamers High” (jap. ドリーマーズ・ハイ) (2013)
- „Gogatsu no hae/Last Virgin” (jap. 五月の蝿/ラストバージン) (2013)
- „Picnic” (jap. ピクニック) (2015)
- „Kigō to shite/‘I’ Novel” (jap. 記号として/‘I’ Novel) (2015)
- „Kimi no na wa. English edition” (jap. 君の名は。English edition) (2017)
- „Saihate ai ni/Sen'nō” (jap. サイハテアイニ/洗脳) (2017)
- „Mountain Top/Shape Of Miracle” (2018)
- „Catharsist” (jap. カタルシスト) (2018)

## Nagrody i nominacje
| Rok  | Nagroda                                  | Kategoria                    | Nominowany                      | Wynik     | Źródło               |
| ---- | ---------------------------------------- | ---------------------------- | ------------------------------- | --------- | -------------------- |
| 2002 | Yokohama High School Music Festival      | –                            | Radwimps, „Moshi mo”            | Wygrana   | [ 11 ]               |
| 2007 | Space Shower Music Video Awards          | Best Art Direction           | „Yūshinron”                     | Wygrana   | [ 34 ]               |
| 2008 | MTV Video Music Awards Japan             | Best Rock Video              | „Order Made”                    | Wygrana   | [ 35 ]               |
| 2009 | Space Shower Music Video Awards          | Best Your Choice             | „Order Made”                    | Wygrana   | [ 36 ] [ 37 ]        |
| 2009 | Space Shower Music Video Awards          | Best Rock Video              | „Order Made”                    | Wygrana   | [ 36 ] [ 37 ]        |
| 2009 | FM Festival "Life Music Award 2009"      | Life Music of the Year       | RADWIMPS                        | Wygrana   | [ 36 ] [ 37 ]        |
| 2009 | FM Festival "Life Music Award 2009"      | Best Lyric of Life           | „Oshakashama”                   | Wygrana   | [ 36 ] [ 37 ]        |
| 2009 | FM Festival "Life Music Award 2009"      | Best Album of Life           | Altocolony no teiri             | Wygrana   | [ 36 ] [ 37 ]        |
| 2010 | The Second CD Shop Awards                | –                            | Altocolony no teiri             | Nominacja | [ 38 ] [ 39 ] [ 40 ] |
| 2010 | Space Shower Music Video Awards          | Best Your Choice             | „Oshakashama”                   | Wygrana   | [ 38 ] [ 39 ] [ 40 ] |
| 2010 | MTV World Stage VMAJ                     | Best Rock Video              | „Oshakashama”                   | Nominacja | [ 38 ] [ 39 ] [ 40 ] |
| 2011 | Space Shower Music Video Awards          | Best Your Choice             | „Manifesto”                     | Wygrana   | [ 41 ] [ 42 ]        |
| 2011 | Space Shower Music Video Awards          | Best Shooting Video          | „Manifesto”                     | Wygrana   | [ 41 ] [ 42 ]        |
| 2011 | MTV Video Music Aid Japan                | Best Rock Video              | „DADA”                          | Nominacja | [ 41 ] [ 42 ]        |
| 2012 | MTV Video Music Awards Japan             | Best Rock Video              | „Kimi to hitsuji to ao”         | Nominacja |                      |
| 2014 | MTV Video Music Awards Japan             | Best Rock Video              | „Last Virgin”                   | Nominacja |                      |
| 2016 | MTV Europe Music Awards 2016             | Najlepszy japoński wykonawca | RADWIMPS                        | Nominacja |                      |
| 2016 | Space Shower Music Video Awards          | Best Group Artist            | RADWIMPS                        | Nominacja | [ 43 ]               |
| 2016 | Japan Record Awards                      | Nagroda specjalna            | RADWIMPS                        | Wygrana   | [ 44 ]               |
| 2017 | Nagroda Japońskiej Akademii Filmowej     | najlepsza muzyka             | Kimi no na wa.                  | Wygrana   | [ 45 ]               |
| 2017 | Japan Gold Disc Award                    | Best 5 Songs by Download     | „Zenzenzense” (wersja filmowa)  | Wygrana   | [ 46 ]               |
| 2017 | Japan Gold Disc Award                    | Best 5 Songs by Download     | „Nandemonaiya” (wersja filmowa) | Wygrana   | [ 46 ]               |
| 2017 | Japan Gold Disc Award                    | Soundtrack Album of the Year | Kimi no na wa.                  | Wygrana   | [ 46 ]               |
| 2017 | Space Shower Music Awards                | Najlepszy artysta rockowy    | RADWIMPS                        | Wygrana   | [ 47 ]               |
| 2017 | Space Shower Music Awards                | Artysta roku                 | RADWIMPS                        | Wygrana   | [ 47 ]               |
| 2018 | Space Shower Music Awards                | Best Group Artist            | RADWIMPS                        | Nominacja | [ 48 ]               |
| 2019 | Space Shower Music Awards                | Best Group Artist            | RADWIMPS                        | Nominacja | [ 49 ]               |
| 2019 | Space Shower Music Awards                | Best Active Overseas         | RADWIMPS                        | Wygrana   | [ 50 ]               |
| 2019 | Space Shower Music Awards                | Video of the Year            | „Catharsis”                     | Wygrana   | [ 50 ]               |
| 2020 | 34. Japan Gold Disc Award                | Animation Album of the Year  | Tenki no ko                     | Wygrana   | [ 29 ]               |
| 2020 | 43. Nagroda Japońskiej Akademii Filmowej | Najlepsza muzyka             | Tenki no ko                     | Wygrana   | [ 30 ]               |
| 2020 | Space Shower Music Awards                | Najlepsza ścieżka dźwiękowa  | Tenki no ko                     | Wygrana   | [ 31 ]               |
| 2020 | Space Shower Music Awards                | Najlepszy zespół muzyczny    | Radwimps                        | Nominacja | [ 31 ]               |